# Dirk Reichl
Dirk Reichl (Kühlungsborn, 12 september 1981 – Oldenburg, 15 september 2005) was een Duits wielrenner. Hij reed tijdens zijn driejarige profbestaan voor Telekom, tot in 2003 zijn contract niet werd verlengd. In 2005 kwam hij om het leven door een motorongeval.

## Overwinningen
- Duits kampioen Veldrijden bij de nieuwelingen in 1997
- 2e etappe FBD Insurance Rás, 2001

## Ploegen
- 2001 - Team Deutsche Telekom
- 2002 - Team Deutsche Telekom
- 2003 - Team Telekom